# Alwin Langenhan
Alwin Langenhan (* 17. Oktober 1850 in Körner bei Mühlhausen; † 25. April 1916 in Friedrichroda) war ein deutscher Lehrer, Schriftsteller, Fossiliensammler und Paläontologe.

## Leben
Alwin Langenhan besuchte das Gymnasium in Gotha, absolvierte das Gothaer Lehrerseminar, war bis 1875 Lehrer in Gotha und wechselte aus gesundheitlichen Gründen als Beamter zur Gothaer Lebensversicherungsbank. 1880 wurde er Bezirksbevollmächtigter für Schlesien mit Sitz in Breslau. Er wohnte ab 1894 in Liegnitz und nach seinem Eintritt in den Ruhestand ab 1904 in Friedrichroda, wo er ein privates naturwissenschaftliches Museum unterhielt. Er war 1904 Gründungsmitglied des von Paul Kollibay geführten Vereins schlesischer Ornithologen, war Ehrenmitglied des unter dem Vorsitz des Prähistorikers Wilhelm Grempler stehenden Vereins für das Museum schlesischer Altertümer und wurde unter der Präsidentschaft des Altphilologen Richard Foerster korrespondierendes Mitglied der Schlesischen Gesellschaft für vaterländische Kultur. Er veröffentlichte unter anderem über Fossilien der Trias und ist Erstbeschreiber der Seelilie Dadocrinus grundeyi Langenhan, 1903.

## Schriften
- Die Versteinerungen des Bunten Sandsteins, des Muschelkalks und des Keupers in Thüringen, Gotha 1878
- mit Max Grundey: Das Kieslingswalder Gestein und seine Versteinerungen, 1891 (archive.org)
- Das Tier- und Pflanzenleben der Moränen-Höhenzüge Schlesiens und ihr geologisches Gepräge, Schweidnitz 1895 (Digitalisat)
- Ein Scherflein zum Kaiser-Friedrich-Denkmal, 1899
- Liegnitzer plastische Altertümer. Ein Beitrag zur Kultur- und Kunstgeschichte Niederschlesiens. Pohley, Liegnitz 1902 (Digitalisat)
- Fauna und Flora des Rotliegenden in der Umgebung von Friedrichroda in Thüringen, 1905
- Versteinerungen der deutschen Trias (des Buntsandsteins, Muschelkalks und Keupers) aufgrund vierzigjähriger Sammeltätigkeit zusammengestellt und nach den Naturobjekten autographiert, Liegnitz, Scholzsche Kunsthandlung 1903 (Digitalisat), Nachtrag 1907
- Die Ebertswiese am Ostabhange des mittleren Hühnberges im Thüringer Walde. In: Thüringer Warte. Monatsschrift für die geistigen, künstlerischen und wissenschaftlichen Interessen Thüringens, 3, 1907, S. 170–173 (Digitalisat)
- Die Wartberge bei Thal in Thüringen. In: Thüringer Warte. Monatsschrift für die geistigen, künstlerischen und wissenschaftlichen Interessen Thüringens, 3, 1907, S. 246–249 (Digitalisat)
- Mitteilung an Herrn Joh. Böhm. In: Zeitschrift der Deutschen geologischen Gesellschaft, 59, Berlin 1907, S. 41–43 (archive.org)
- Aus dem Leben und Lieben einer Steinzeitfamilie. Der Vorgeschichte entnommen. Romantische Erzählung aus der jüngeren Steinzeit, 1908
- Naturkundliche Streifzüge in Friedrichroda´s Umgebung (Westthüringen). 90 S., 16 Taf.; Schmidt, Friedrichroda 1914